# یوتا بزغاله
یوتا بزغاله یک ستاره است که در صورت فلکی بزغاله قرار دارد.